# Judith (Giorgione)
Pour les articles homonymes, voir Judith.
Judith (en italien : Giuditta) est un tableau, peint vers 1504 par Giorgione.
Conservée au Musée de l'Ermitage de Saint-Pétersbourg, cette huile initialement sur panneau, de format vertical, 144 × 68 cm, fut transposée sur toile en 1839 par le restaurateur de ce musée, A. Sidorov.

## Historique
Le tableau est documenté en 1729 par Pierre-Jean Mariette dans le premier volume du Recueil Crozat, illustré d'une reproduction d'une gravure de cette Judith due à Antoinette Larcher. À cette date, il est attribué à Raphaël (cf. ci-dessous), et fait partie de la collection Crozat. Le premier propriétaire connu est Pierre-Vincent Bertin ; acquis ensuite par M. Forest, de Paris, le tableau est cédé à Pierre Crozat, puis vendu avec une grande partie de sa collection à Catherine II de Russie qui en fait l'acquisition en 1772 afin d'enrichir les collections du musée pétersbourgeois.
Le support en bois original présente, à mi-hauteur et sur le côté droit, un espace en creux dans lequel s'encastre une pièce de bois pouvant recevoir une serrure. Cet élément a suggéré l'hypothèse que le panneau, à l'origine, est soit la porte d'une armoire, soit le volet gauche d'une armoire ou d'un autre meuble, son pendant, peut-être peint d'un David, étant perdu.

## Thème
Le tableau expose Judith le personnage  principal  de l'épisode biblique décrit dans le livre deutérocanonique et apocryphe de Judith, qui a assassiné le général assyrien Holopherne pour sauver le peuple juif.

## Description
Judith occupe le milieu du tableau, debout, portant une tunique rose au drapé élaboré maintenue à la taille par une ceinture nouée, sur une chemise blanche dont le plissé dépasse de l'encolure, et ornée d'une broche cruciforme. Ses cheveux lissés, divisée par une raie médiane, sont tirés en l'arrière et des mèches tortillées et serpentines laissées libres, retombent de chaque côté de son visage. De sa main droite placée délicatement sur la garde, elle tient verticalement une grande épée dont le fil est caché, vers le bas, par le plissé de sa tunique. Son regard baissé est dirigé vers la tête décapitée et tuméfiée d'Holopherne qu'elle foule du pied (au bout d'une jambe dénudée), près des plantes détaillées et de l'herbe du sol.
Par-delà un mur en brique située immédiatement derrière Judith, sur laquelle elle pose le coude gauche, le tronc d'un chêne se dresse sur le côté droit du tableau ; un paysage occupe le fond du tableau à gauche, et montre, dans le lointain, une ville, avec ses tours, sise au pied de montagnes traitées en glacis bleutés.

## Analyse
Giorgione élude la narration de l'épisode tragique de l'assassinat d'Holopherne ou de celui, triomphant, du retour de l'héroïne chez les siens à Béthulie. Sa Judith, personnification du peuple juif et un exemple de vertus et de prérogatives, est représentée lors d'un instant méditatif et atemporel ; d'une taille légèrement inférieure à la grandeur réelle, elle occupe, solennelle, le devant de la scène, devant un mur et son pilier en brique délimitant un espace végétal restreint.

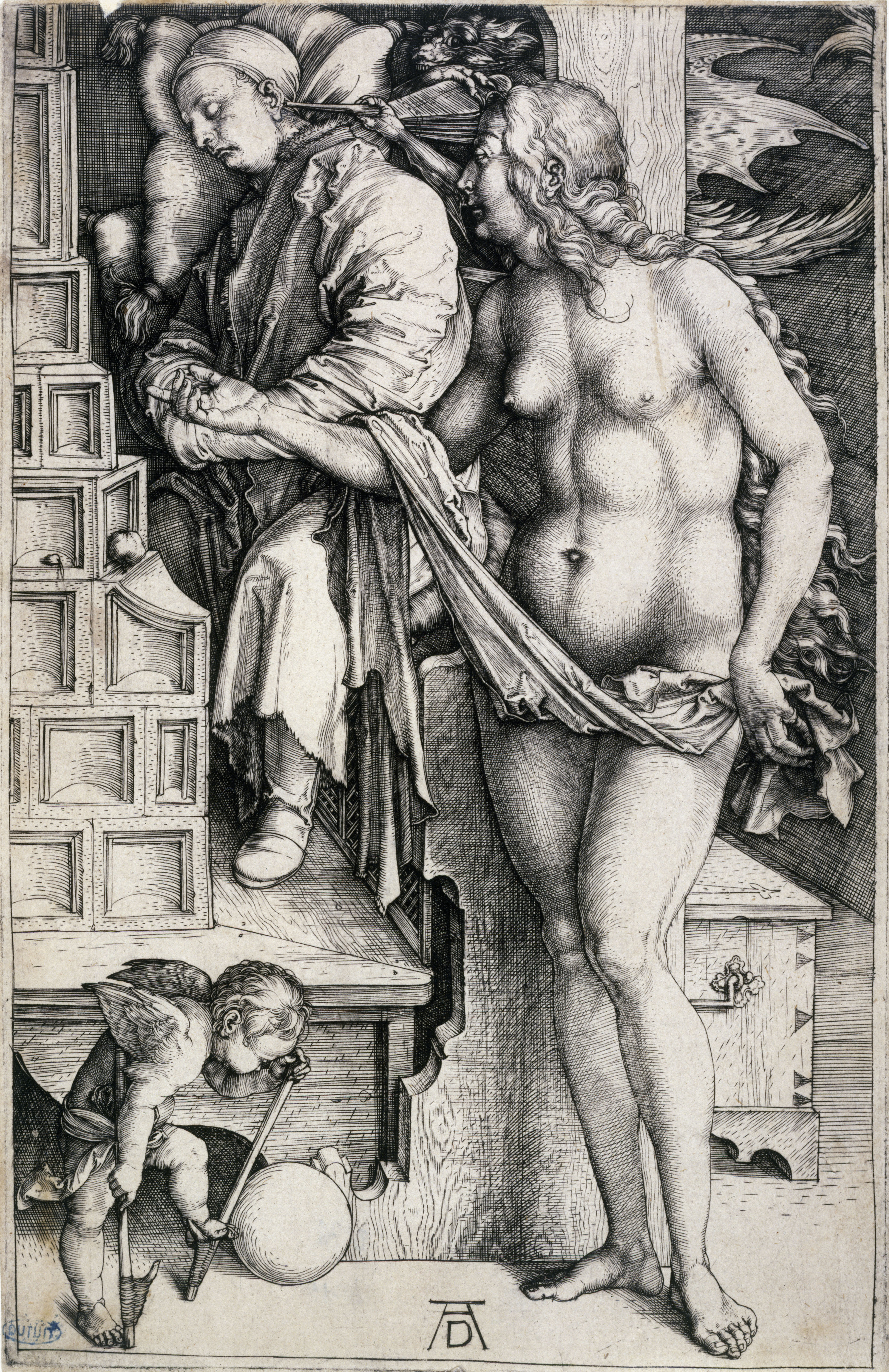
Albrecht Dürer, Le Songe du docteur

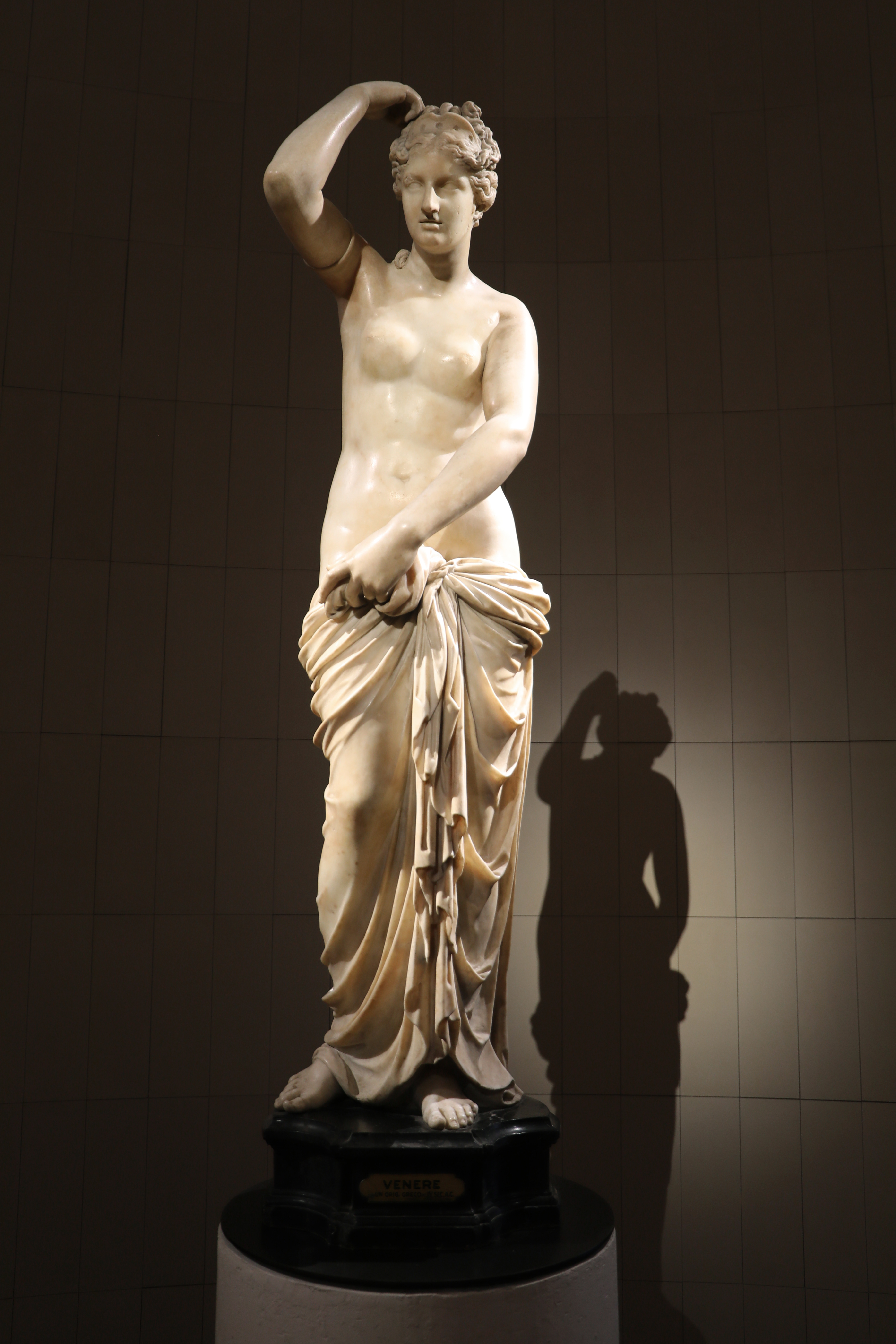
Phidias, Aphrodite Ourania

Selon Jaynie Anderson, pour le modèle de sa Judith, Giorgione se réfère au répertoire de la statuaire lombarde ou même hellénistique avec la Vénus le pied posé sur une tortue, dite Aphrodite Ourania, de Phidias.
Toutefois, de toute évidence, c'est à Albrecht Dürer et à sa Vénus tentatrice, dans la gravure Le Songe du docteur, que Giorgione emprunte le corps de l'héroïne.
Cette jambe découverte, massive et nue, met en évidence la séduction déployée par Judith à l'égard d'Holopherne afin de rendre possible son meurtre.
La végétation au premier plan, rendue avec une précision méticuleuse et le traitement des plis du vêtement traduisent la connaissance et l'étude, par le peintre, des gravures allemandes, notamment celles de Martin Schongauer.
D'inspiration léonardesque est le paysage, dont les lointains bleutés évoquent manifestement son sfumato.

Détails
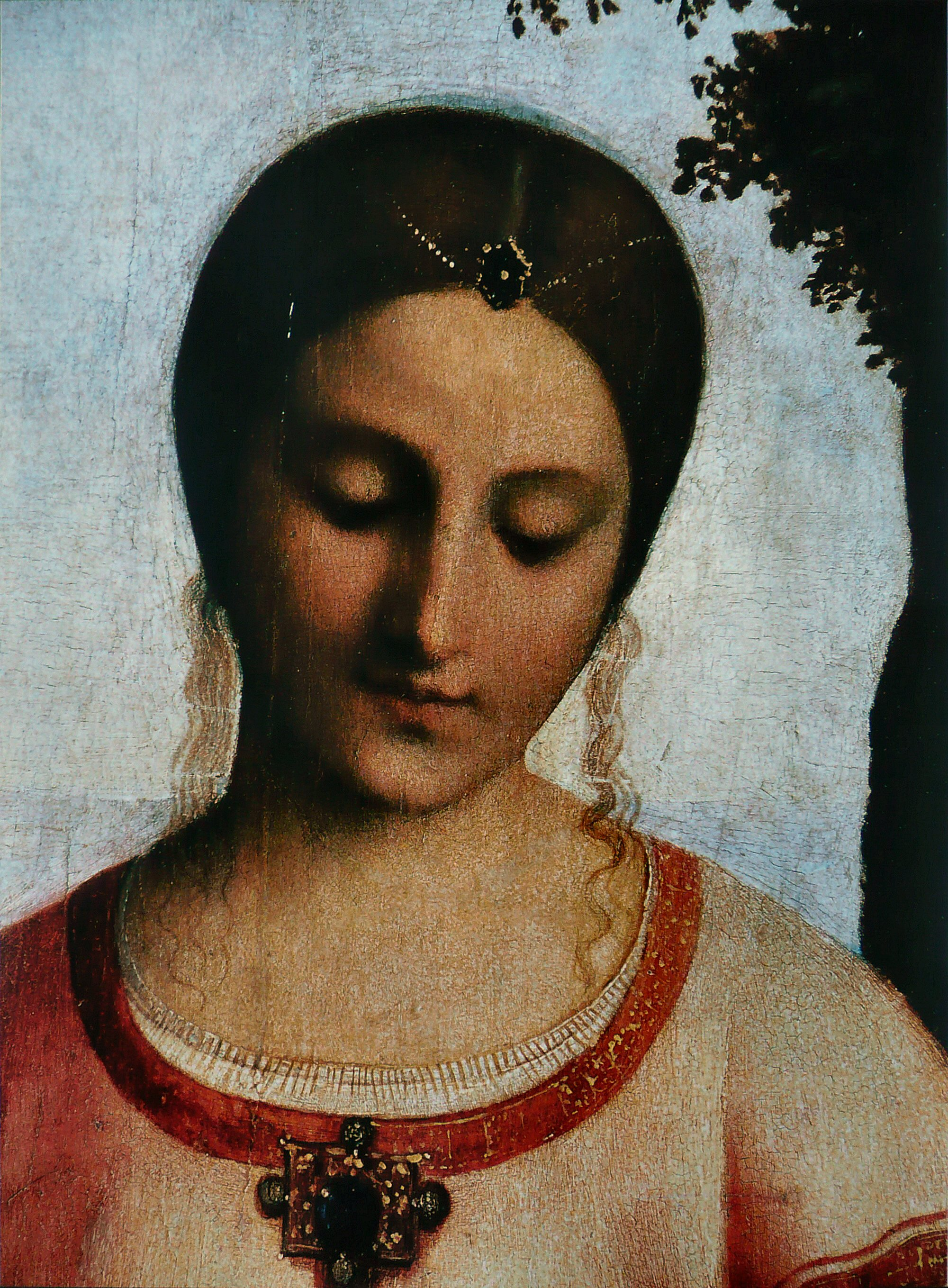
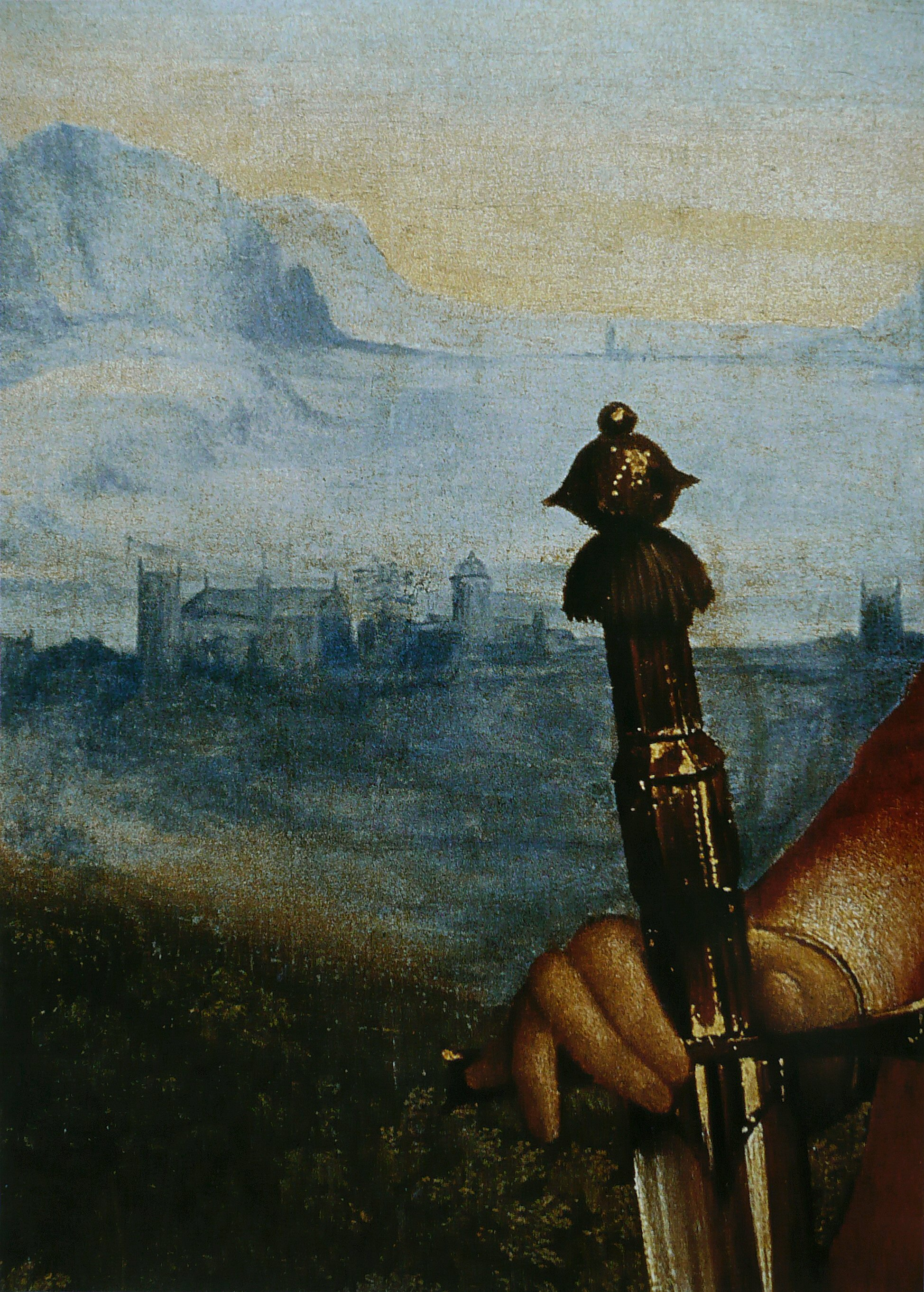
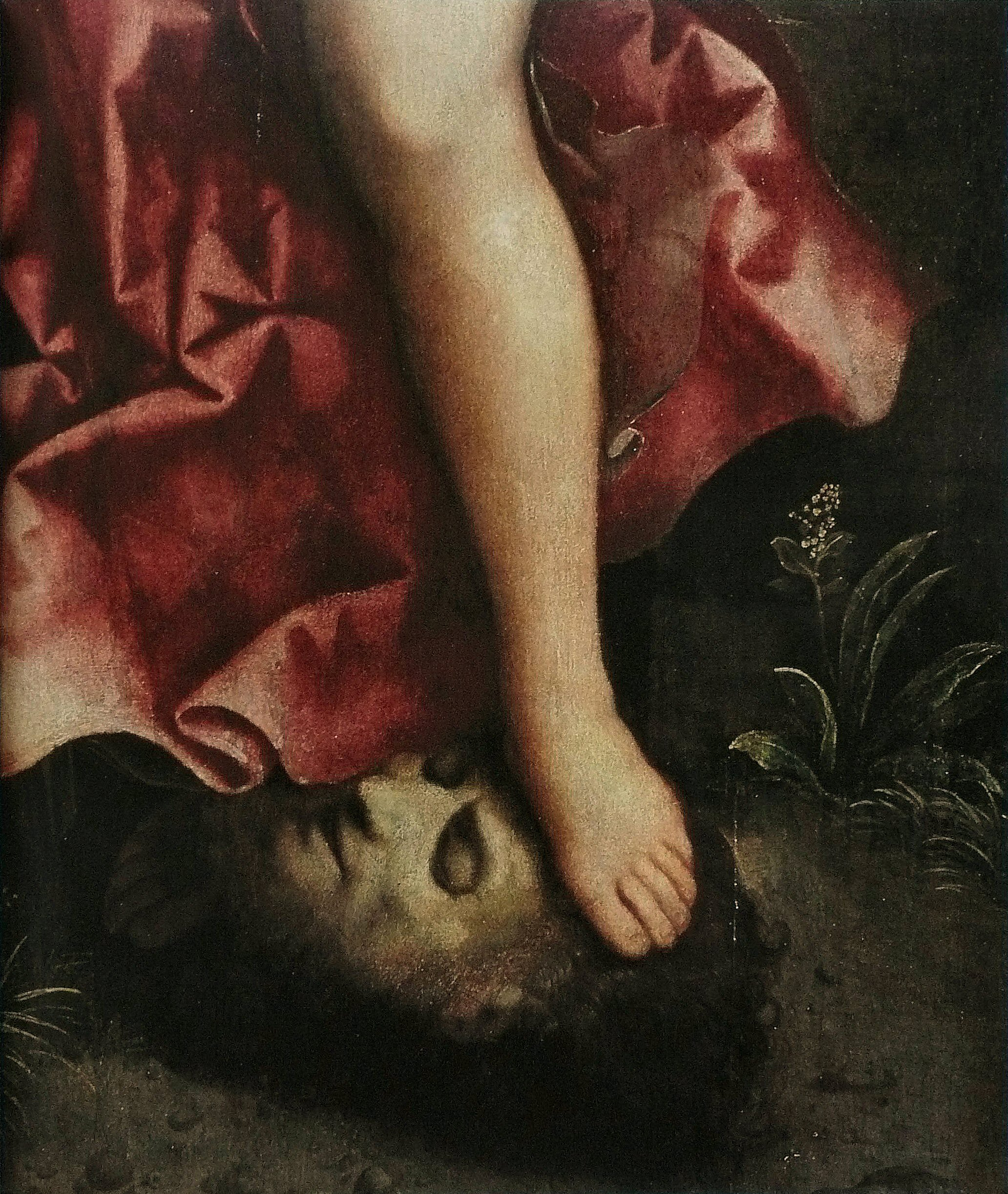

## Attribution et datation
Le tableau est considéré comme une œuvre de Raphaël jusqu'à la fin du XIXe siècle, après sa première publication par Pierre-Jean Mariette qui l'attribue à ce peintre tout en notant, néanmoins, « la présence d'éléments coloristes et paysagistes typiquement giorgionesques... et que certains connoisseurs le tenaient pour une œuvre du maître de Castelfranco. ». Le premier à reconnaître la main de Giorgione est Penther (ca 1880), suivi de Ernst Liphart (1910), Giovanni Morelli (1891). Cette attribution est, depuis, acceptée par l'ensemble de la critique.
La datation oscille entre 1498-1499 et 1508 mais des rapprochements stylistiques, notamment le parfait ovale du visage de Judith et le dessin des doigts délicats, avec la Pala di Castelfranco plaident pour une datation précoce, aux alentours de 1504.